# European Journal of Inorganic Chemistry
European Journal of Inorganic Chemistry è una rivista accademica che si occupa di chimica inorganica.
Nasce nel 1998 dall'unione di:
- Chemische Berichte/Recueil
- Bulletin de la Société Chimique de France
- Bulletin des Sociétés Chimiques Belges
- Gazzetta Chimica Italiana
- Anales de Química
- Chimika Chronika
- Revista Portuguesa de Química
- ACH-Models in Chemistry

Nel 2014 il fattore d'impatto della rivista era di 2,942.